# تصویر کثیف
«تصویر کثیف» (به انگلیسی: Dirty Picture) تک‌آهنگی از تایو کروز، کشا است که در ۵ آوریل ۲۰۱۰ منتشر شد.
این تک‌آهنگ در چارت‌های ، جزو ده ترانه اول قرار گرفت.